# Lista do Patrimônio Mundial na Costa Rica
A Organização das Nações Unidas para a Educação, a Ciência e a Cultura (UNESCO) propôs um plano de proteção aos bens culturais do mundo, através do Comité sobre a Proteção do Património Mundial Cultural e Natural, aprovado em 1972. Esta é uma lista do Patrimônio Mundial existente na Costa Rica, especificamente classificada pela UNESCO e elaborada de acordo com dez principais critérios cujos pontos são julgados por especialistas na área. A Costa Rica, país de relevante patrimônio natural e ecológico da América Central, ratificou a convenção em 23 de agosto de 1977, tornando seus locais históricos elegíveis para inclusão na lista.
O sítio Reservas da Cordilheira de Talamanca-La Amistad/Parque Nacional La Amistad foi o primeiro local da Costa Rica incluído na lista do Patrimônio Mundial da UNESCO por ocasião da 7ª Sessão do Comitè do Património Mundial, realizada em Florença (Itália) em 1983. Desde a mais recente adesão à lista, a Costa Rica totaliza 4 sítios classificados como Patrimônio da Humanidade, sendo 3 deles de classificação natural e apenas 1 de classificação cultural. 

## Bens culturais e naturais
A Costa Rica conta atualmente com os seguintes lugares declarados como Patrimônio da Humanidade pela UNESCO:
| | Reservas da Cordilheira de Talamanca-La Amistad/Parque Nacional La Amistad |
| Bem natural inscrito em 1983, estendido em 1990. |                                                                            |
| Este bem é compartilhado com: Panamá. |                                                                            |
| Localização: San José / Cartago / Limón / Puntarenas |                                                                            |
| A localização geográfica deste local excepcional na América Central – que preserva traços das glaciações da Era Quaternária – facilitou o contato entre a flora e a fauna da América do Norte e do Sul. A maior parte da área desta região, habitada por quatro tribos indígenas distintas, é coberta por florestas tropicais. A conservação do local é objeto de estreita cooperação entre a Costa Rica e o Panamá. (UNESCO/BPI) |                                                                            |

| | Parque Nacional da Ilha do Coco |
| Bem natural inscrito em 1997, estendido em 2002. |                                 |
| Localização: Puntarenas |                                 |
| Localizada a 550 km da costa da Costa Rica, a Ilha de Cocos é a única na área tropical do Pacífico Oriental que tem uma floresta tropical. É um laboratório ideal para o estudo de processos biológicos, devido à sua localização no primeiro ponto de contato com a contracorrente não equatoriana e suas múltiplas interações com o ecossistema marinho circundante. O fundo do mar do parque nacional é famoso e muitos mergulhadores estimam que eles são os melhores do mundo para observar grandes espécies pelagicas, como tubarões, raias, atum e golfinhos. (UNESCO/BPI) |                                 |

| | Zona de Conservação de Guanacaste |
| Bem natural inscrito em 1999, estendido em 2004. |                                   |
| Localização: Guanacaste / Alajuela |                                   |
| Inscrito na Lista do Patrimônio Mundial em 1999, este local foi posteriormente expandido para cobrir a área de Santa Helena, uma área suplementar de 15.000 hectares pertencente a um indivíduo. A área de conservação possui importantes habitats naturais para a preservação da diversidade biológica. Estes incluem os melhores habitats de floresta seca em toda a região que se estende da América Central ao norte do México, bem como outros que são essenciais para a conservação de espécies animais e plantas raras ou ameaçadas de extinção. Neste local ocorrem processos ecológicos de grande importância, tanto no ambiente terrestre quanto no ambiente costeiro e marinho. (UNESCO/BPI) |                                   |

| | Assentamentos pré-colombianos com as esferas de pedra de Diquís |
| Bem cultural inscrito em 2014. |                                                                 |
| Localização: Puntarenas |                                                                 |
| Este sítio está localizado no sul do país e abrange quatro áreas de restos arqueológicos, localizadas no delta do rio Diquís, que são considerados testemunhos excepcionais dos complexos sistemas sociais, econômicos e políticos vigentes no período entre os anos 500 e 1.500 de nossa época. O local compreende montes funerários, áreas pavimentadas, sepulturas e, em particular, uma série de esferas de pedra de 0,7 a 2,57 metros de diâmetro cuja fabricação, uso e significância permanecem em grande parte um mistério até hoje. A peculiaridade notável dessas esferas reside na perfeição de suas formas, bem como em seu número, tamanho e densidade, e também no fato de que elas estão em suas localizações originais. O fato de que esses vestígios permaneceram enterrados por séculos sob espessas camadas de sedimentos pode explicar por que eles conseguiram sair ilesos dos saques dos quais a grande maioria dos sítios arqueológicos da Costa Rica foram vítimas. (UNESCO/BPI) |                                                                 |

## Lista Indicativa
Em adição aos sítios inscritos na Lista do Patrimônio Mundial, os Estados-membros podem manter uma lista de sítios que pretendam nomear para a Lista de Patrimônio Mundial, sendo somente aceitas as candidaturas de locais que já constarem desta lista. Desde 2018, a Costa Rica possui 1 local na sua Lista Indicativa.
| Sítio                                                          | Imagem | Localização | Ano  | Dados UNESCO      | Descrição |
| -------------------------------------------------------------- | ------ | ----------- | ---- | ----------------- | --- |
| Parque Nacional Corcovado e Reserva Biológica da Ilha del Caño |        | Puntarenas  | 2003 | Natural: (vii)(x) | Esta indicação abrange dois locais na província de Puntarenas. O Parque Nacional Corcovado abriga a maior floresta primária do continente americano, situado na Península de Osa e é o habitat de espécie raras como o jaguar costa-riquenho e a anta de Baird. |